# 合肥十景

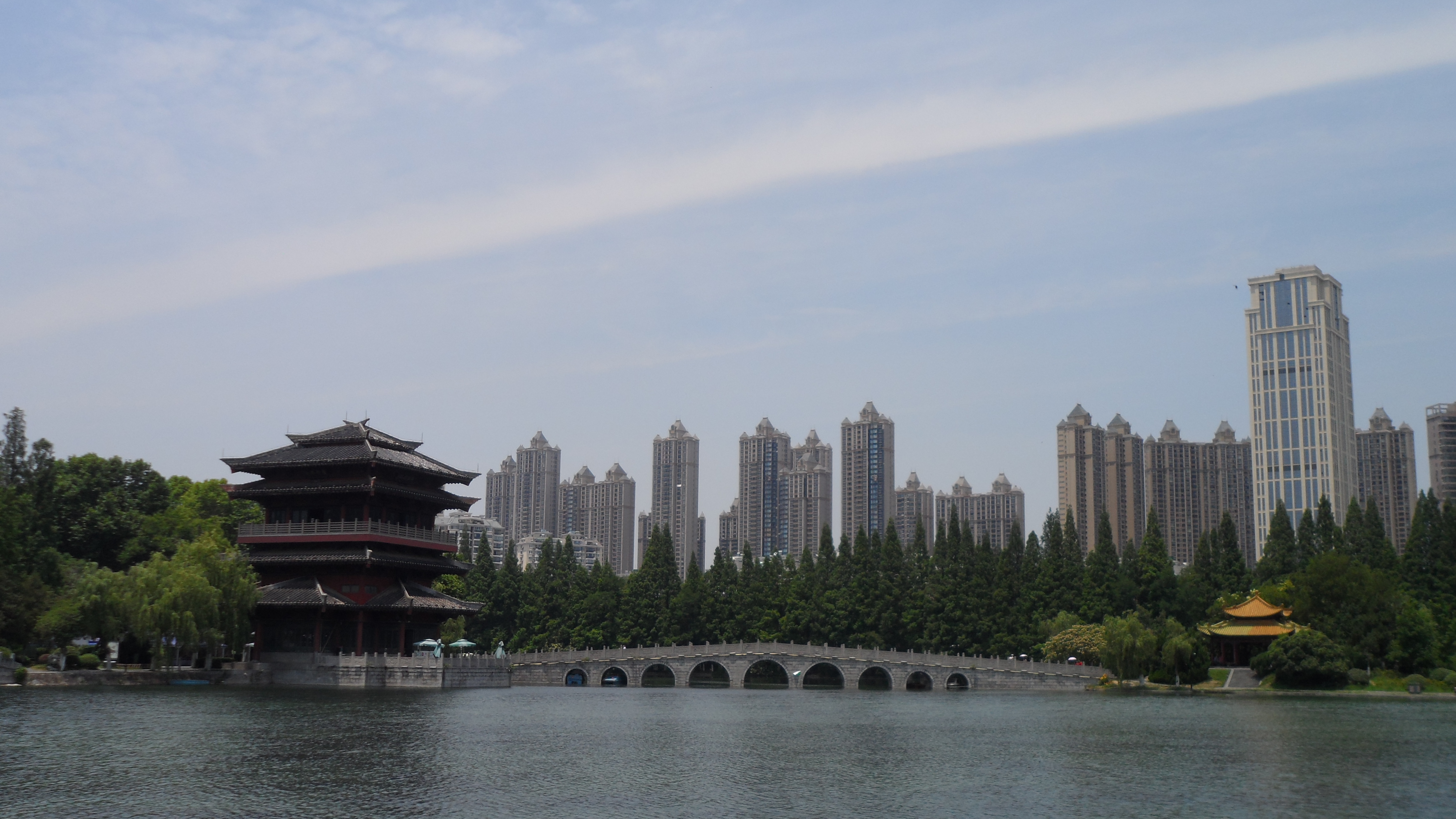
逍遥津公园

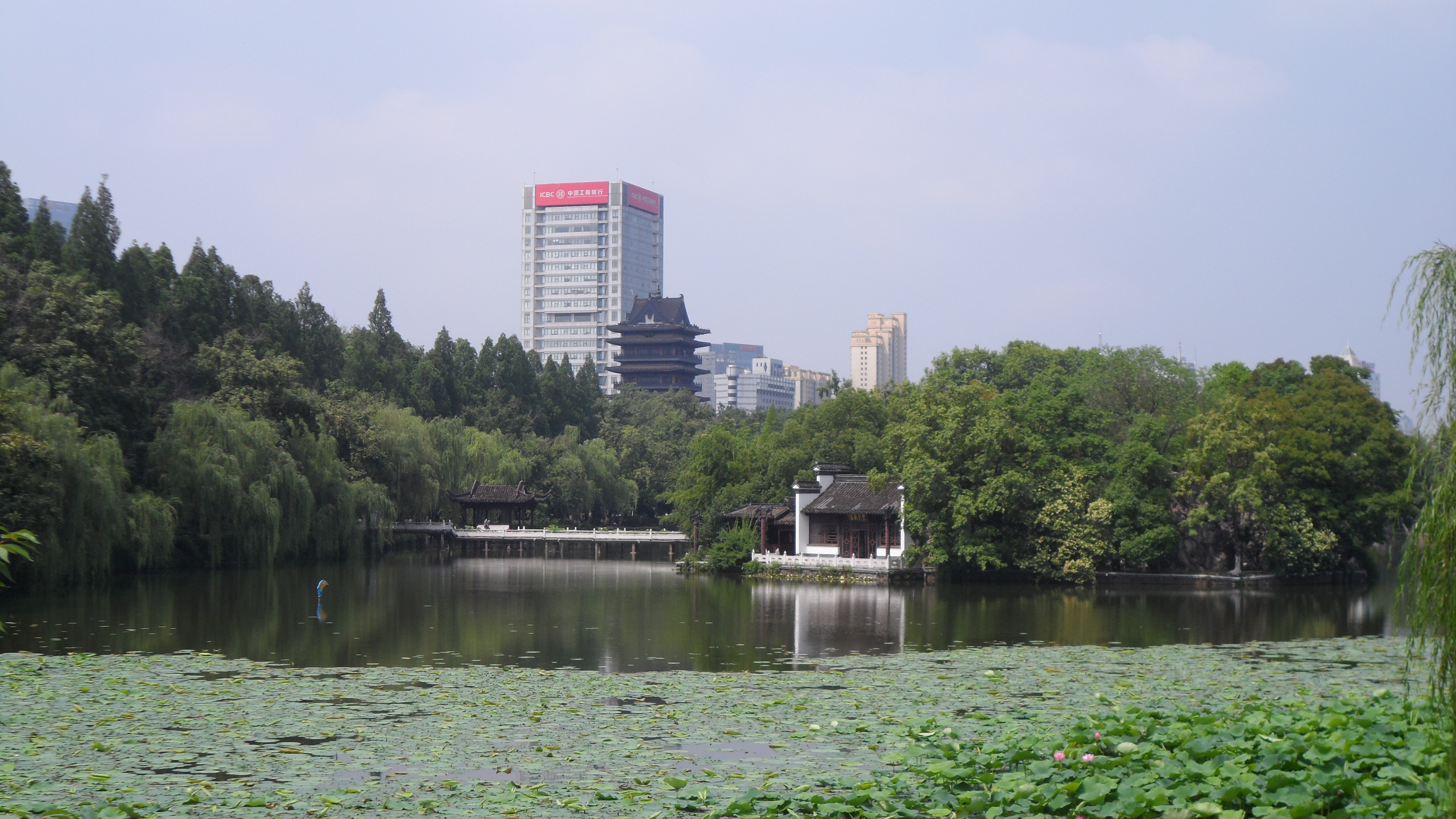
包公园

合肥十景指合肥市境内代表性的十处人文自然景观，可追溯至古代的“庐阳八景”。

## 庐阳八景
| 名称     | 景点     | 所在地                 | 现状                             |
| -------- | -------- | ---------------------- | -------------------------------- |
| 镇淮角韵 | 镇淮楼   | 合肥市宿州路           | 1933年倒塌，原址立有镇淮楼纪念牌 |
| 梵刹钟声 | 兴国禅院 | 合肥市淮河路明教寺     | 已无存，原址为明教寺大雄宝殿     |
| 藏舟草色 | 藏舟浦   | 合肥旧城西北角杏花公园 |                                  |
| 教弩松荫 | 教弩台   | 合肥市淮河路明教寺     |                                  |
| 蜀山雪霁 | 大蜀山   | 合肥市蜀山区           |                                  |
| 淮浦春融 | 南淝河   | 今合肥旧城大东门附近   |                                  |
| 巢湖夜月 | 巢湖     | 合肥市区以南           |                                  |
| 四顶朝霞 | 四顶山   | 肥东县六家畈镇境内     |                                  |

## 现代评选的合肥十景
合肥十景目前有1995年、2006年两个评选版本。但其中的部分景点存在争议，如其中的“墨荷琼林”，其在入选时尚未完成施工，并且从未向公众开放，园内建筑现已破败不堪。1995年评选合肥十景时，因合肥市缺少较好的住宅小区，而琥珀山庄作为当时合肥相对高档的小区，竟被列入合肥十景。

### 1995年版
1995年版合肥十景如下：
- 逍遥古津：即逍遥津公园。
- 包河秀色：即包公园，由包公祠、包公墓园、清风阁、浮庄及包河水构成。
- 环城翡翠：即合肥环城景区（环城公园）。
- 教弩梵钟：包括古教弩台（三国时曹操教练强弩手之台）和明教寺（寺内有梵钟）。
- 蜀山春晓：即位于合肥市西郊的大蜀山。
- 五里飞虹：即五里墩立交桥，建于蜀山区的五里墩。
- 琥珀流光：即琥珀山庄，建于老城区西，为一具园林风格的住宅小区。
- 庐州灯火：在合肥老城区实行的亮化（灯光化）工程。
- 花园艺韵：指位于合肥市中心的花园街。
- 吴王遗踪：位于长丰县吴山镇的吴山庙。

### 2006年版
合肥新十景指的是2006年由市民推荐，专家评审而选出的位于合肥市郊的十处自然和人文景观。具体如下：
- 包园清风，即包公园。
- 三河古镇，即肥西县三河镇景区。
- 李府春秋，即李鸿章故居。
- 翡翠环城，即环城公园。
- 天鹅湖畔，即合肥市政府大楼以南的天鹅湖。
- 逍遥古津，今为逍遥津公园。
- 墨荷琼林，合肥市区西北部的一处私家园林。
- 蜀山览胜，即大蜀山。
- 科学绿岛，即科学岛，中国科学院合肥分院所在地。
- 瑶岗风云，即瑶岗渡江战役总前委旧址，位于肥东县瑶岗镇。